# Denderai templom
Koordináták: é. sz. 26° 08′ 30″, k. h. 32° 40′ 13″26.141667°N 32.670278°E

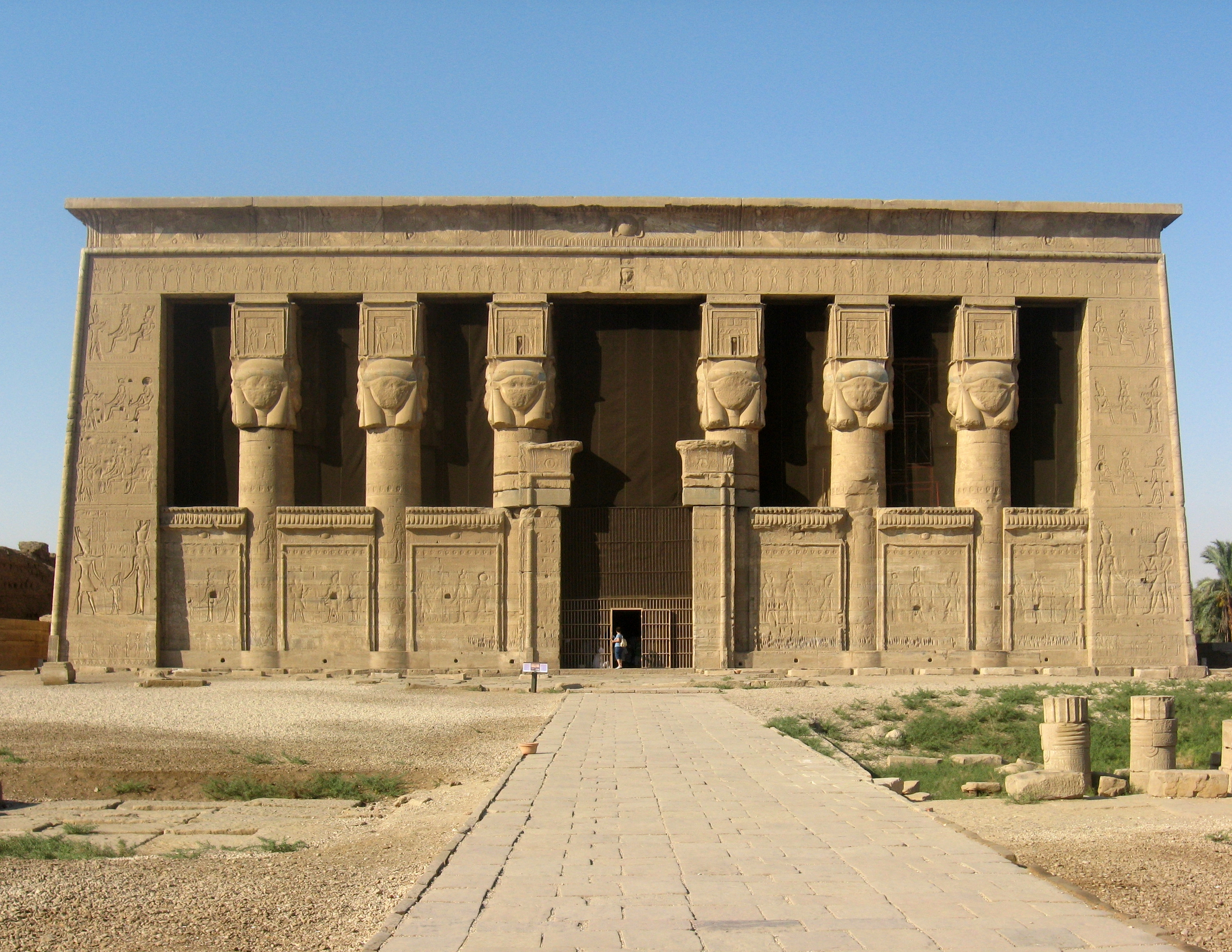
A Hathor-templom

A denderai vagy dendarai templom Hathor istennő tiszteletére emelt ókori egyiptomi templom. A mai Dendera településtől 2,5 km-re délkeletre áll, az egyik legjobb állapotban fennmaradt ókori egyiptomi szentély.
Dendera (óegyiptomi nevén: Junet vagy Tantere, görögül Tentürisz) a felső-egyiptomi hatodik nomosz fővárosa és Hathor istennő fontos kultuszhelye volt. Már a legkorábbi időkben állt itt templom, bizonyíték van rá, hogy a VI. dinasztiabeli I. Pepi építkezett itt, és a XVIII. dinasztia idejében is állt itt templom – ismert, hogy III. Thotmesz, III. Amenhotep, II. Ramszesz és III. Ramszesz is díszíttette. A jelenleg álló épületkomplexum körülbelül 40 000 négyzetméteren terül el és – bár legkorábbi eleme a II. Nektanebó korából származó születésház – legnagyobb részben a görög-római korban épült.
A templomtól keletre helyezkedett el maga a város, melyben a feljegyzések tanúsága szerint az edfui Hórusznak egy temploma állt. Lehetséges, hogy ez azonos azokkal a római kori romokkal, amelyek körülbelül fél kilométerre találhatóak a denderai templomtól. Edfuban és Denderában is ugyanazt az istenháromságot imádták, Hathort, Hóruszt és gyermeküket, Ihit vagy Harszomtuszt. A denderai Hathor és az edfui Hórusz szent házasságára akkor került sor, amikor az istennő délre utazott.
A templom népszerű a turisták körében, és majdnem teljes egészében látogatható, a tető kivételével, ahonnan 2004-ben lezuhant egy turista.
A templom több másik felső-egyiptomi ókori templommal együtt 2003 óta a világörökség javaslati listáján szerepel.

## Hathor temploma

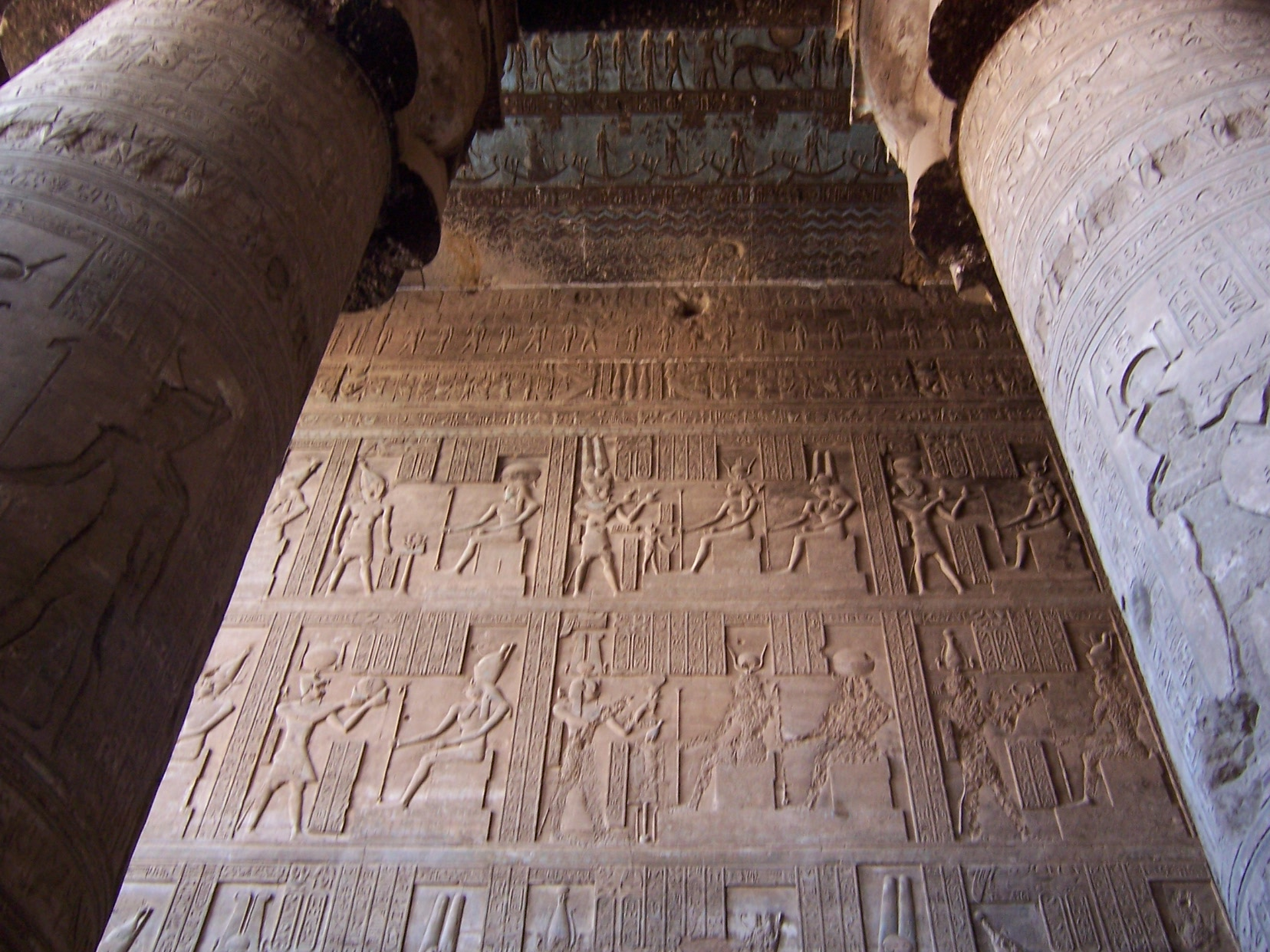
Domborművek

A denderai komplexum fő temploma, a Hathor-templom a hellénisztikus kori Egyiptom egyik legnagyobb és legszebben díszített és temploma. Ez az építmény kiváló állapotban maradt fent, miközben a közelben álló többi szentély – így Hathor hitvese, Hórusz és gyermekük, Ihi templomai – elpusztultak.
Az épület alapjai valószínűleg több követ is tartalmaznak a korábban itt állt templomokból, de csak töredékeket találtak, a korábbi épületek alaprajza így nem rekonstruálható. A ma álló templom magja i. e. 54 és i. e. 20 közt épülhetett, XII. Ptolemaiosz halálakor még csak pár kripta készült el, de utódja, VII. Kleopátra uralkodásának végére, i. e. 30-ra már az épület készen állt, csak a díszítés volt még hátra. Felszentelésére azonban Augustus császár uralma alatt került sor.
A templom alaprajza a klasszikus alaprajzot követi. Ahogy a legtöbb egyiptomi templom, a denderai is a Nílus felé fordul, de mivel a folyó itt elkanyarodik, az épület bejárata észak felé néz. Előtte, a főtengely mentén római kori szentélyek állnak. A templomegyüttes köré erős, 12,5 méter magas téglafalat építettek, ami körülveszi a 35×59 méteres területet. Az ezen átvezető kapu Domitianus és Traianus császárok korában épült. Más templomoktól eltérően itt hiányzik a belső templomba vezető két pülón. A nagy oszlopcsarnok előtti teret befejezetlen kőfal veszi körül, kétoldalt oldalbejáratokkal.

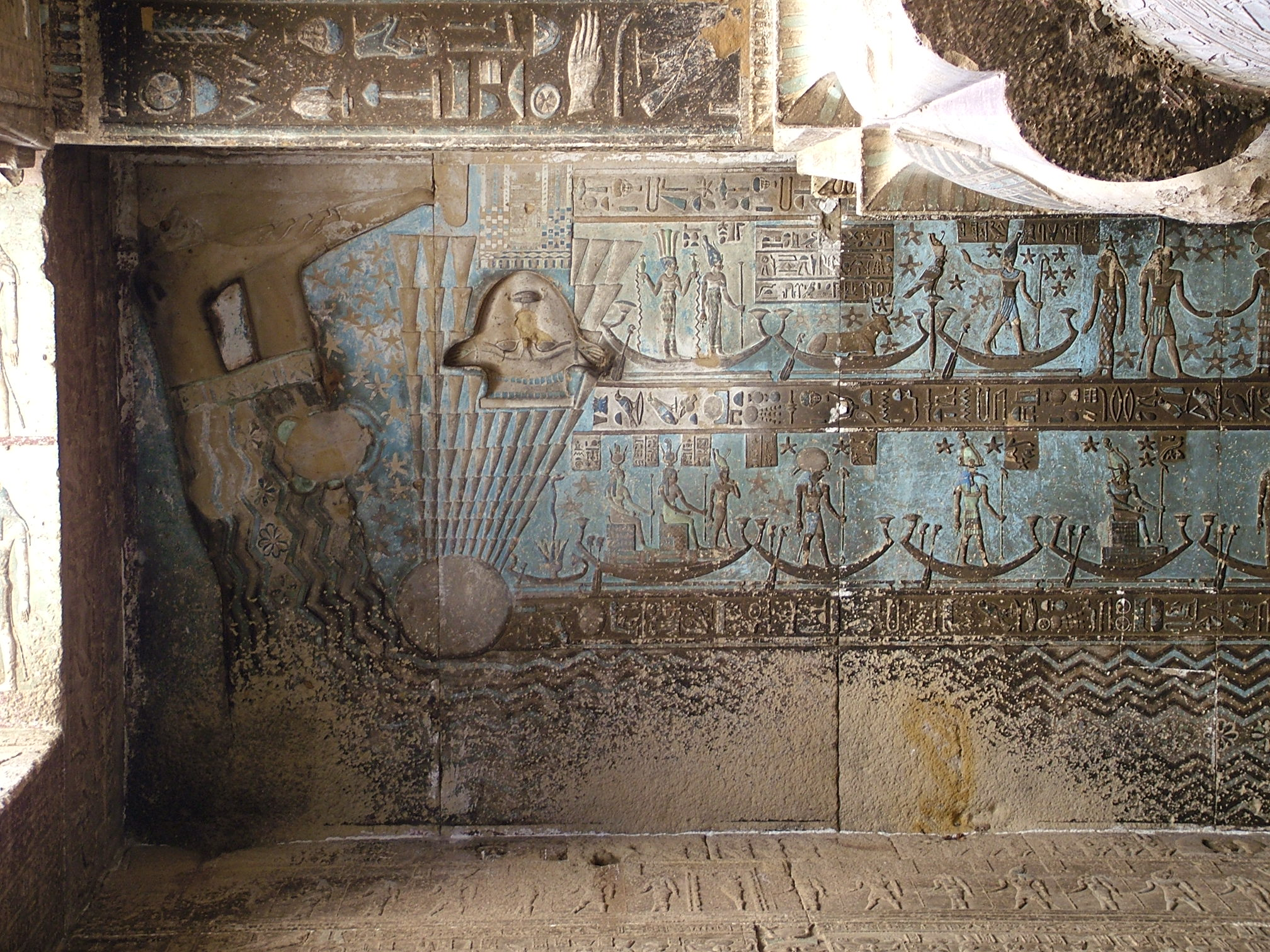
Az égbolt ábrázolása az oszlopcsarnok mennyezetén

A templom kb. 26×43 méter területű, 17,2 m magas oszlopcsarnoka (pronaosza) Tiberius császár uralkodása alatt épült, i. sz. 34–35-ben. A csarnok 24 Hathor-fejes oszlopból áll, négy sorban egyenként 6 oszloppal. A frontális oszlopsor oszlopai közé falat húztak, mely kb. az oszlopok feléig ér. Az istennő fejével díszített oszlopok festése a 19. században még látható volt, Hathor parókáját eredetileg kékre festették. Az oszlopfőket – valószínűleg a kereszténység korai szakaszában – megrongálták.
Az oszlopcsarnok mennyezetének festése még látható, az égbolt térképét ábrázolja, rajta a Napnak életet adó Nut égistennővel és zodiákussal, amit a rómaiak terjesztettek el Egyiptomban. Az ún. denderai zodiákus a Bika és Mérleg csillagképeket ábrázolja. A templomhoz utólag hozzáépített oszlopcsarnok középső oszlopai közt az utat mélyebbre kellett vájni a föld szintjénél, mert a hagyomány megkövetelte, hogy a szentélyből kifelé haladva fokozatosan lejtsen az út.

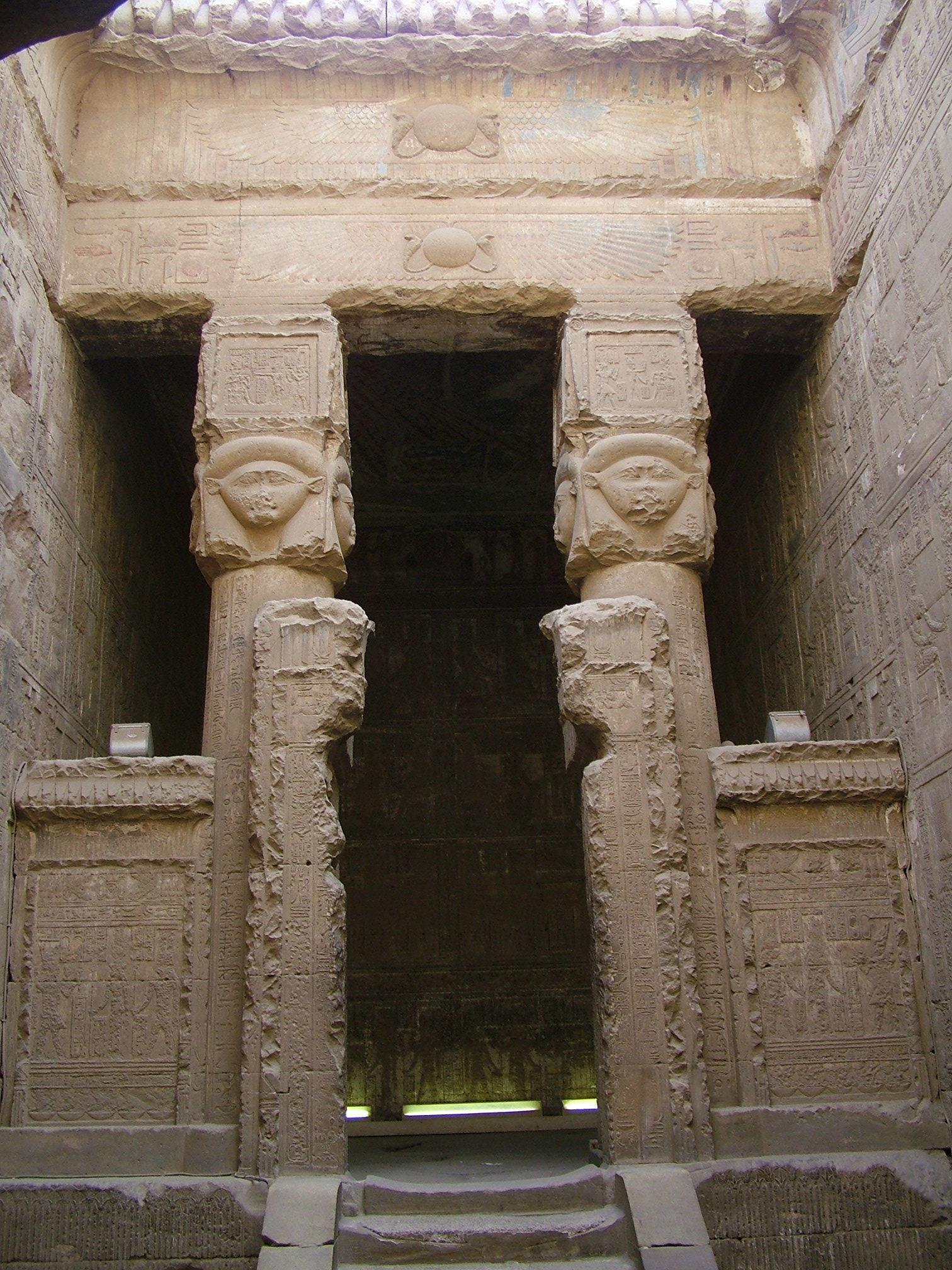
Az újévi ünnepségeknek helyt adó uabet szentély

A nagy oszlopcsarnokból egy hatoszlopos kisebb nyílik, ez volt a megjelenések csarnoka, ahol az istennőnek a szentélyből előhozott szobra megjelent az ünnepek alkalmával. Az oszlopok alsó része gránitból, a felső homokkőből készült, itt is Hathor-fejes oszlopfő díszíti őket. A falak díszítései a templomalapítási szertartásokat végző fáraót ábrázolják, a világítást kis, négyszögletes ablakok biztosítják. Kétoldalt három-három helyiség nyílt, ahol a napi szertartásokkal kapcsolatos dolgokat végezhették, az egyikben például valószínűleg különféle illatszereket állítottak elő.
Innen jutunk a templom legkorábbi részébe, ami az i. e. 1. században épült. Ebben egy áldozati csarnokban található az enneád csarnoka, ahol más istenek szobrai álltak, egy 5,7×11 méteres bárkaszentély, ahol Hathor, az edfui Hórusz, Harszomtusz és Ízisz szent bárkái (az istenszobrokat a körmeneteken szállító bárkák) álltak, legbelül pedig maga a szentély található. A falakon megtalált legkorábbi királynév XII. Ptolemaioszé, több kártus pedig üresen maradt.
A főtengelytől nyugatra található az újévi ünnepségeknek helyt adó, nyitott udvarból és egy oszlopos, oldalról nyitott szentélyből álló uabet.
Hathor szentélyébe templomhomlokzatot utánzó bejárat vezet, fölötte ureusz-frízzel. A szentélyben díszes, fából készült naoszban állt az istennő aranyozott, két méter magas ülőszobra. Maga a naosz a hátsó fal három méter magasan lévő falmélyedésében állt, nem tudni, hogyan közelítették meg. Kétoldalt a király képe látható, amint Hathor egy szent jelképét, bronztükröt ad az istennőnek. A szentély körül tizenegy kisebb kápolna áll, melyeket más, Hathorhoz kapcsolódó isteneknek és az istennő attribútumainak szenteltek (Dendera nomosz, Ízisz, Szokarisz, Harszomtusz, Hathor szisztruma, Alsó-Egyiptom istenei, Hathor, Ré trónja, a menat-gallér és Ihi szentélye).

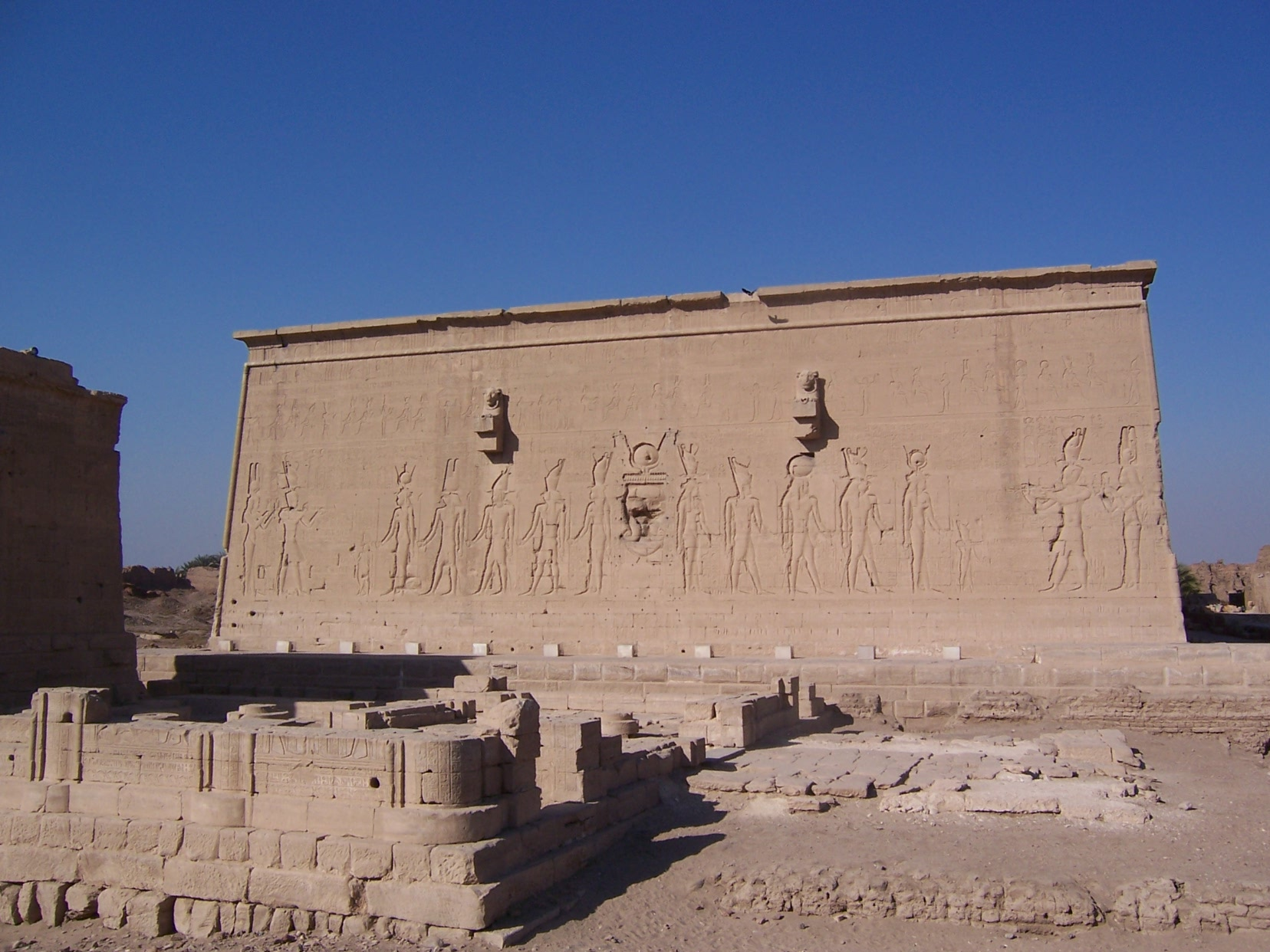
A templom hátulja az oroszlánfejes vízelvezetőkkel és VII. Kleopátra ábrázolásaival. Az előtérben az Ízisz-templom romjai.

A szentély mögött a hátsó fal közepén Hathor hatalmas arca jelzi azt a helyet, ahol az egyszerű hívek, akik nem léphettek be a szentély belsejébe leróhatták áldozataikat és meghallgatásra találhattak. Az erre járó zarándokok igyekeztek lekaparni néhány töredéket a falból, hogy elvihessenek magukkal a templom abból a részéből, ami legközelebb állt Hathor belső szentélyéhez. Az oroszlánfejes vízköpők alatt alatt itt látható továbbá VII. Kleopátra és fia, Caesarion ábrázolása is.
A templom alatt tizennégy kripta vagy üreg található, ezek közül tizenegyet díszítettek. Hasonló kripták elsőként a XVIII. dinasztia idején tűntek fel, és a ptolemaida korra már a templomok szerves részét képezték. A külső falba és a templom hátulsó része alatt a földbe vájt hosszúkás, szűk helyiségek egymás alatt helyezkednek el, három, néhol négy szint mélységben. A padlóban kialakított ajtókon és elmozdítható falakon át lehetett lejutni beléjük. A falakat domborművekkel díszítették, valószínűleg még mielőtt rájuk építettek volna. Bár a templom többi része homokkőből épült, a domborművek számára jó minőségű mészkőborítással látták el a falakat. A kriptákat tárolóhelyiségnek használták kultuszkellékek, védőamulettek és az istennő ba-lelke szobrának tárolására.

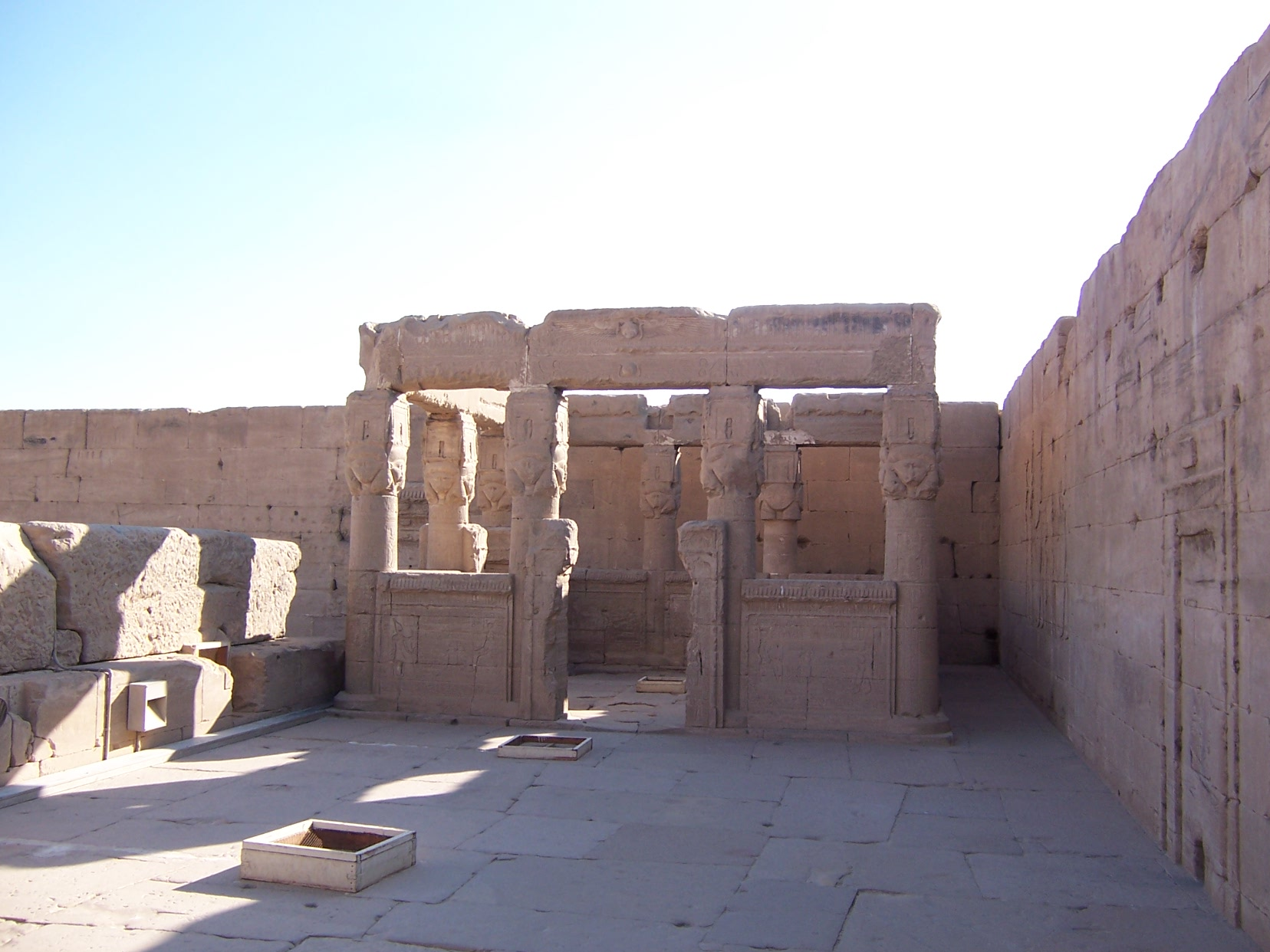
A napfény-kioszk a tetőn

A templom tetejére a falba épített lépcsők vezettek fel. Az áldozati csarnoktól nyugatra lévő lépcső volt az, ahol a papok felmentek a tetőre, a keletin pedig visszatértek a templomba; a nyugati lépcső falainak díszítése a felfelé, a keletié a lefelé tartó fáraót és papokat ábrázolja. A tető a helyiségek egyenetlen magassága miatt teraszos kiképzésű volt, enyhén lejtett és az esővíz elvezetésére csatornákat vágtak bele.
A délkeleti sarokban, közvetlenül a templomban lévő Hórusz-kápolna fölött kioszk állt, minden oldalán négy Hathor-fejes oszloppal. Architrávjainak mélyedései azt mutatják, hordó formájú teteje volt, rajta valószínűleg ablakok, hogy beengedjék a napsugarakat, mert ez volt az az épület, ahol újévkor az istennő ba-lelke egyesült a Nappal. A tetőn két Ozirisz-szentély is áll, keleten és nyugaton, mindkettőnek nyílt udvara és két egymásból nyíló helyisége van, melyek közül a belsőnek a díszítésén Ízisz és Nebethet gyászolja Oziriszt. Az Ozirisz kápolna mennyezetéről származik az a zodiákus, amelyről Bonaparte Napóleon tábornok expedíciója során másolat készült, majd 1820-ban pedig eltávolították a templomból és a Louvre-ba szállítottak.
Dendera, amellett, hogy Hathor kultuszközpontja volt, Ozirisz egyik sírhelyének is számított.
Az oszlopcsarnok tetejére, ami a templom legmagasabb pontja, egy másik lépcső vezetett fel, melynek falait istenek képei díszítették. Az ókorban itt várták a zarándokok, hogy jelet kapjanak az istennőtől. Ma is látszanak a kőbe vésett társasjáték-táblák, melyek segítségével elütötték az időt.

### Denderai fény
Az egyik kriptában található a denderai fény néven ismert domborműsorozat, mely lótuszvirágból kiemelkedő kígyót ábrázol. Összeesküvés elméletek gyakran hozzák kapcsolatba a jelenleg ismeretlen funkciójú bagdadi elemmel, viszont a dombormű körüli írások nem utalnak az elektromosságra. A szimbólumok jelentése közelebb állhat Nut istennő méhéhez, a nap ciklusával történő újjászületéshez.

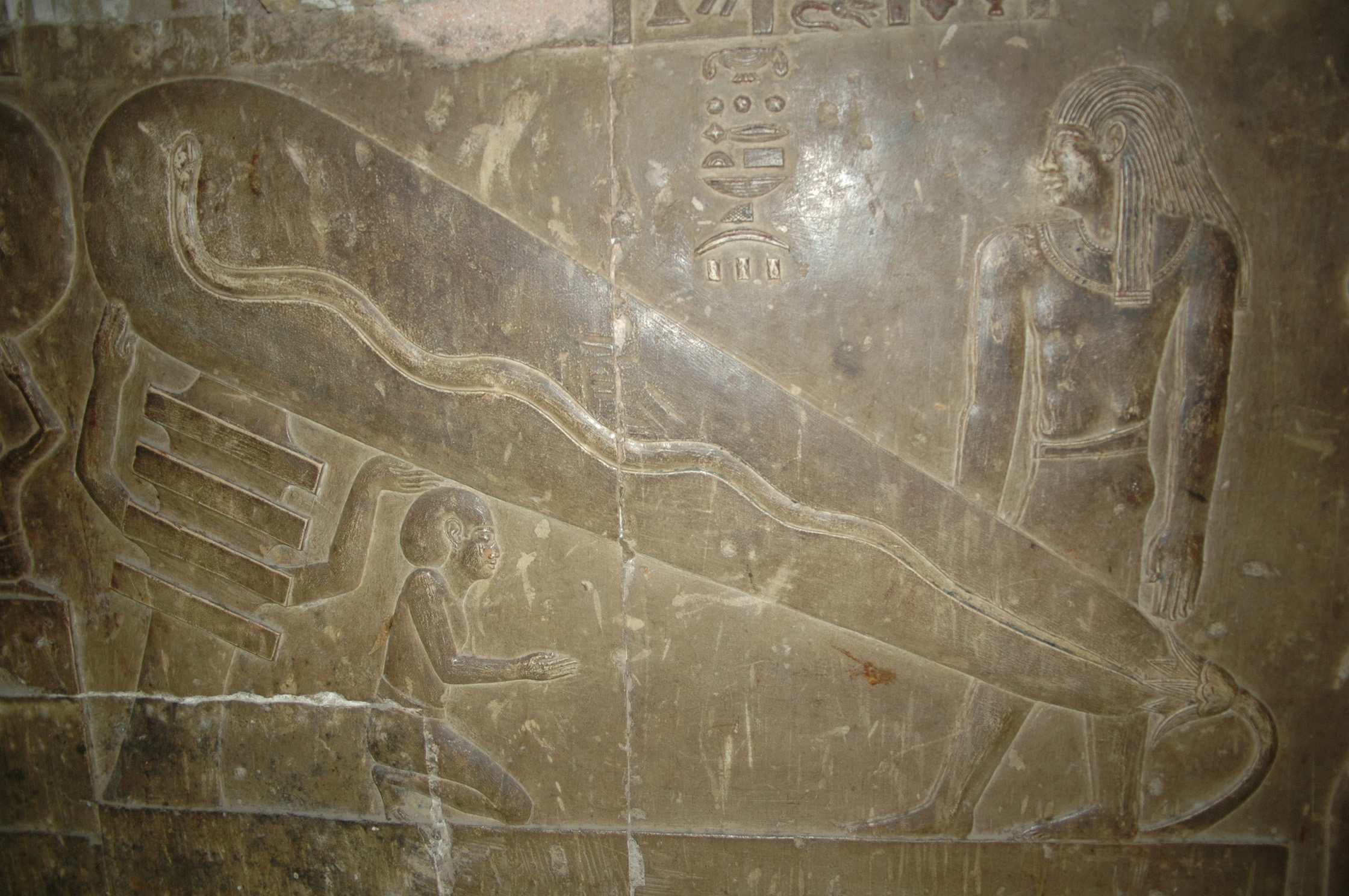
A denderai kripta domborműve
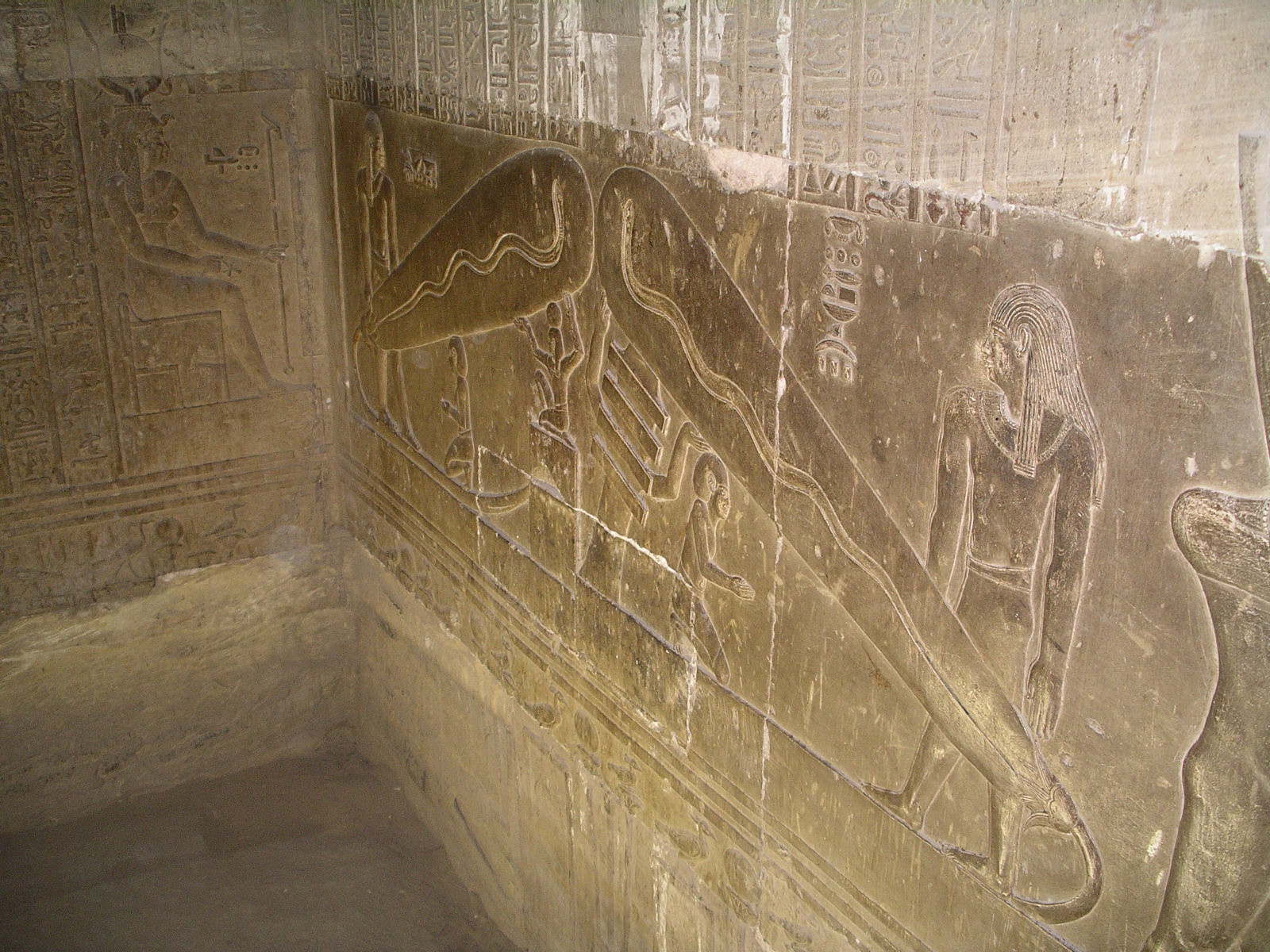
A denderai kripta domborműve
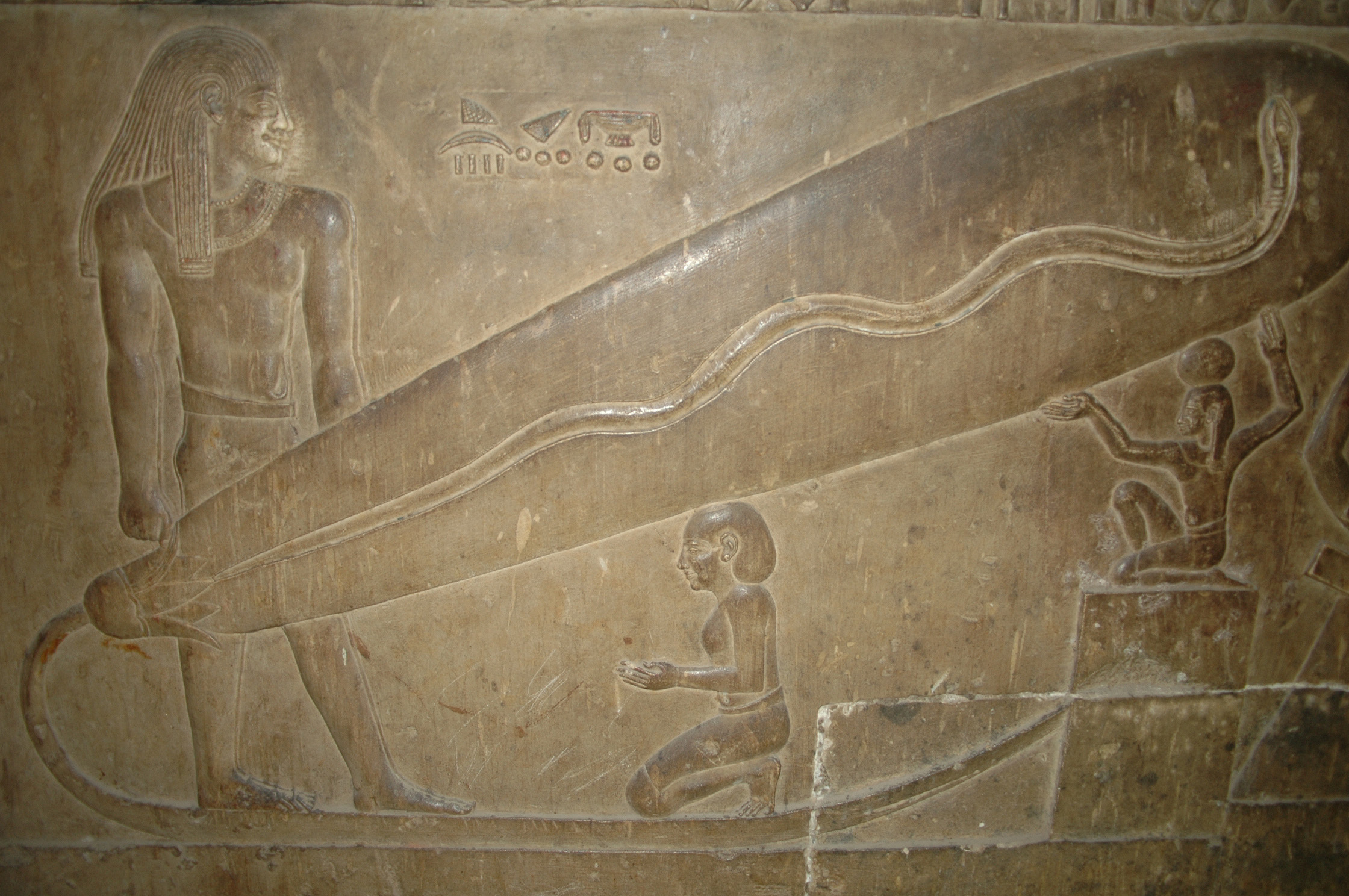
A denderai kripta domborműve
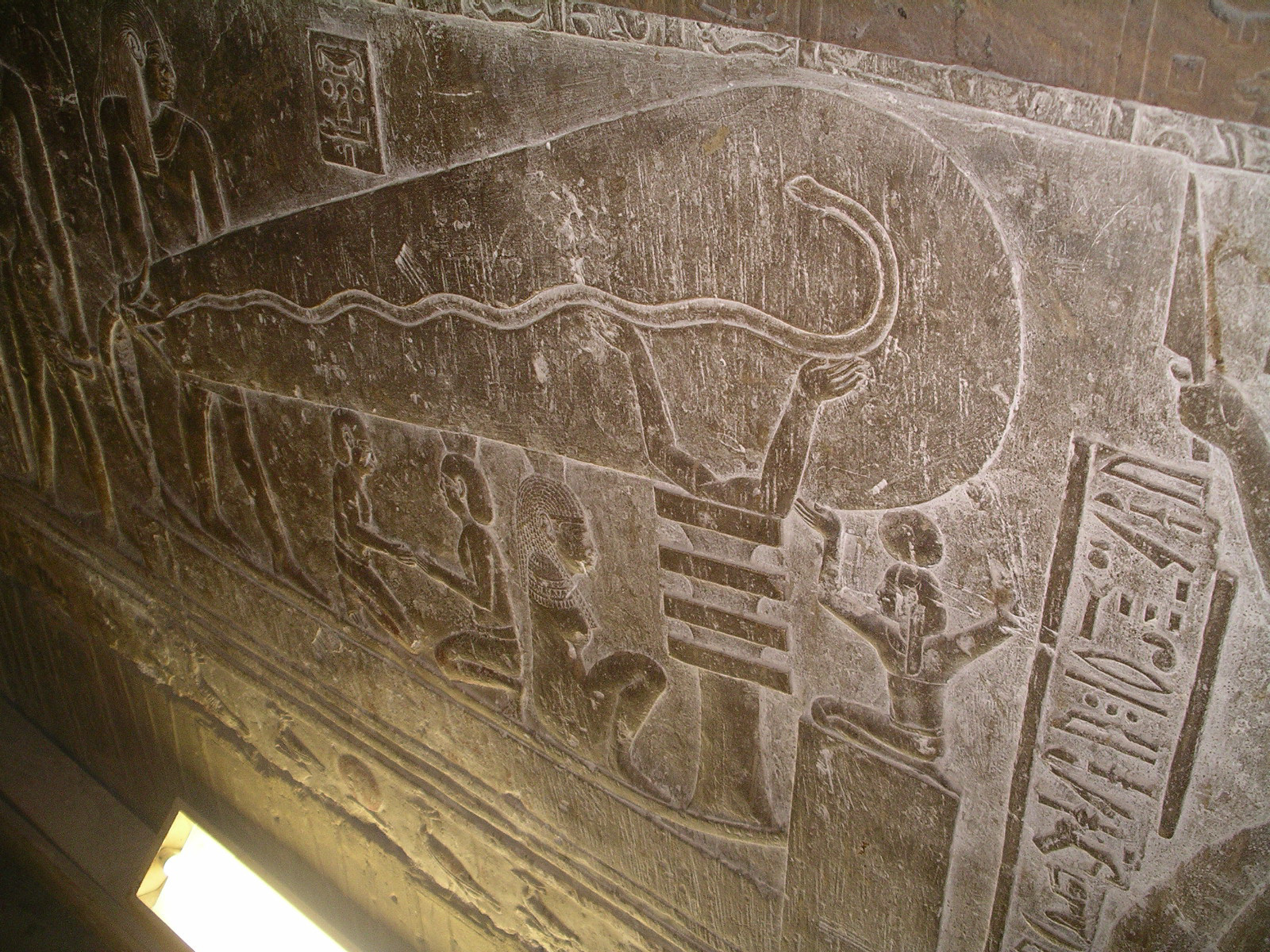
A denderai kripta domborműve

## Más épületek

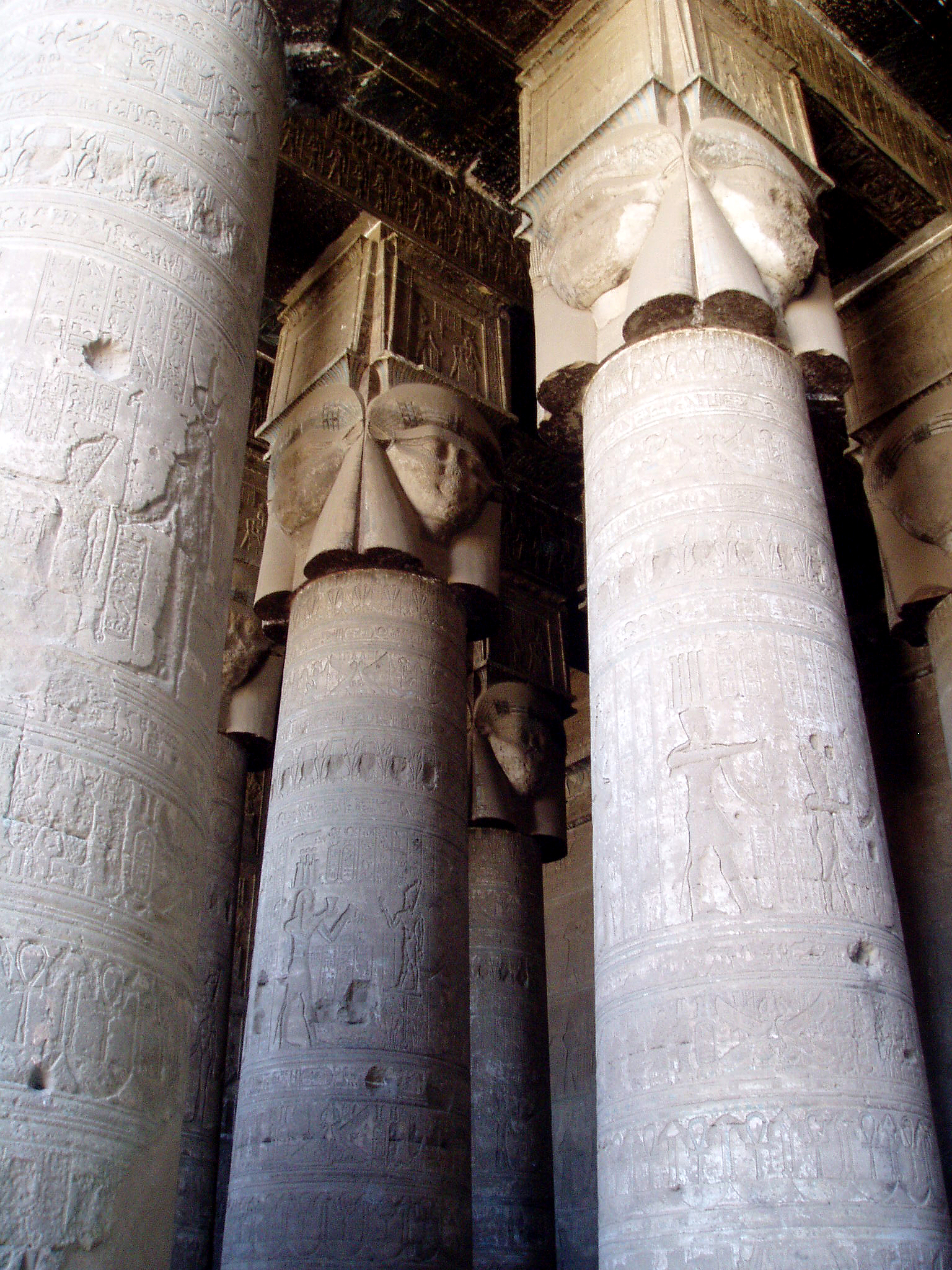
A főtemplom Hathor-fejes oszlopai

A templom előtti két születésház (mammiszi) közül a templombejárathoz közelebbi a ptolemaida korban, a távolabbi, a kerítőfalhoz közelebbi a római korban épült. Ezek a születésházak azon a helyen épültek, ahol Hathor életet adott gyermekének, Ihinek vagy Harszomtusznak, akik a teremtő isten fiatal aspektusát jelképezik.
A Ptolemaiosz-kori születésházat tulajdonképpen még I. Nektanebó kezdte meg, de a Ptolemaioszok fejezték be és díszítették. Ezt az épületet kettévágta a fő templom előtti teret körülvevő fal, ezért lett szükség a másik születésház felépítésére. Az épület eredetileg 17×20 méter területű lehetett, nagyrészt téglából épült és hármas szentélyből állt. Ma már csak a Hathor-templom külső falának egy álajtója emlékeztet eredeti szentélyére. Északi falán egy jelenet Hnum istent ábrázolja, amint fazekaskorongján megformálja a gyermek Ihit, és megjelenik Hekat, a szülés istennője is, béka képében.

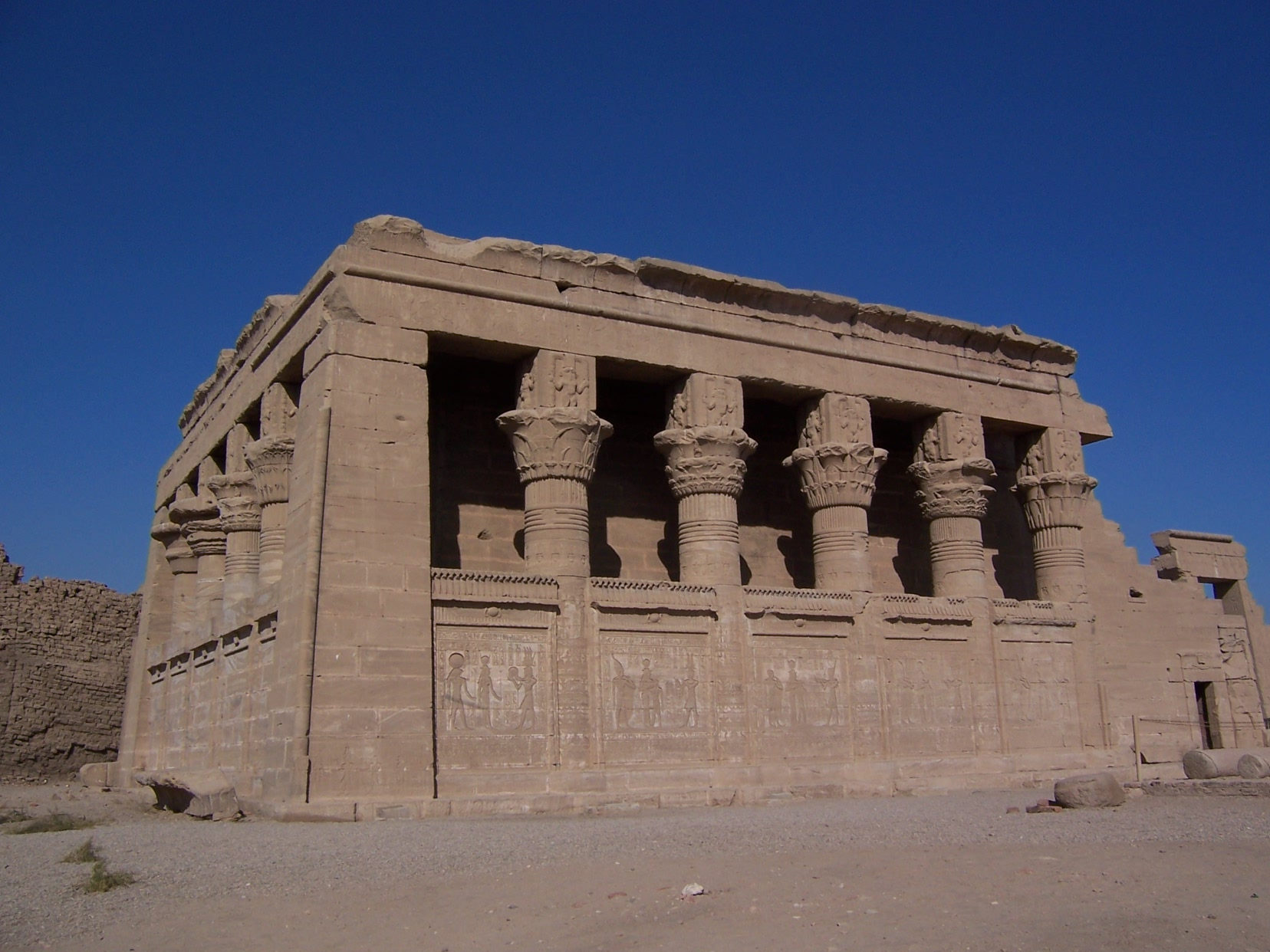
A római születésház

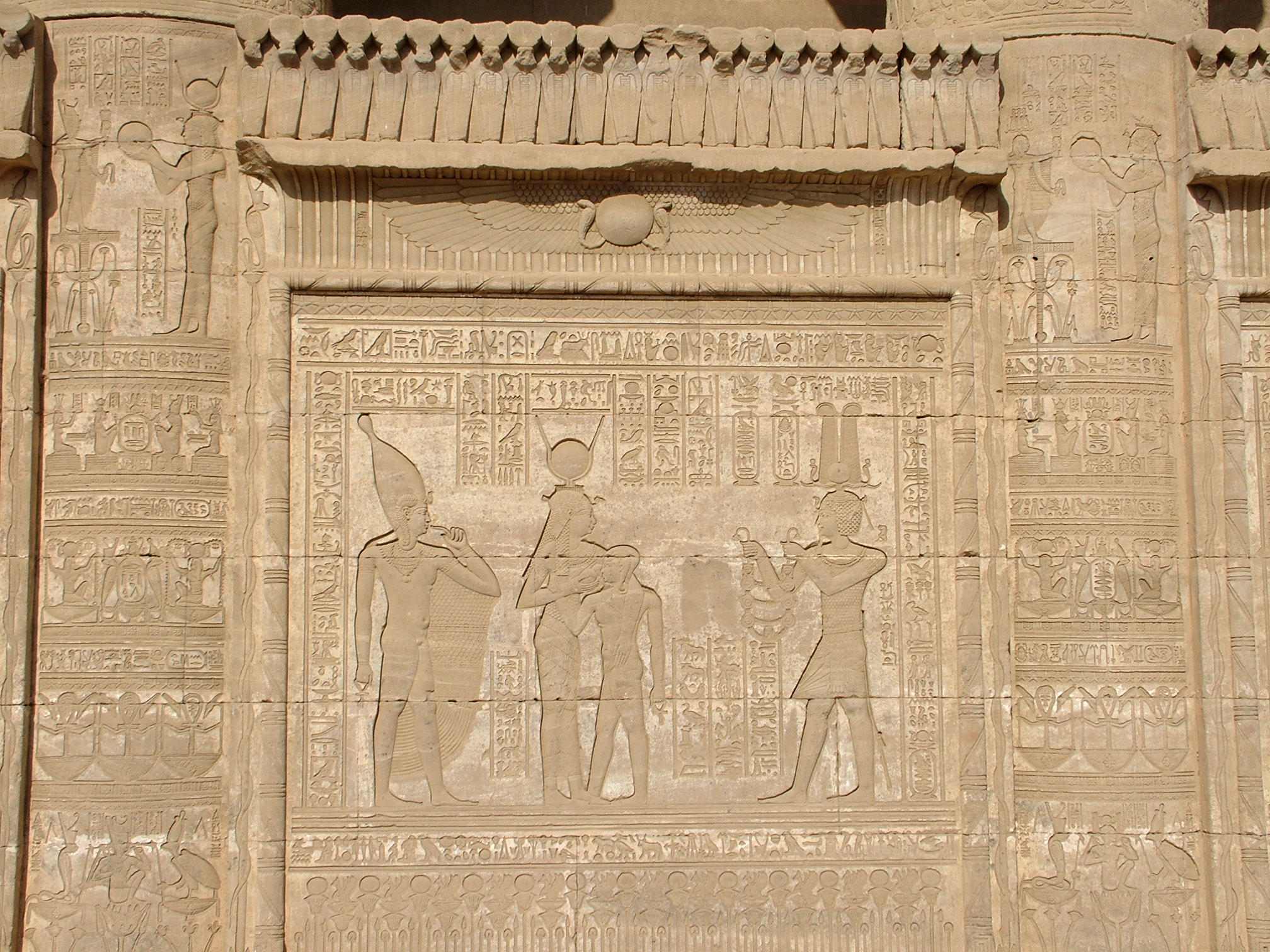
Tarianus császár áldozatot mutat be a születésház oldalfalán

A római kori születésházat Nero, vagy még valószínűbben Traianus építtette; feliratai az utóbbira utalnak, de a főtemplom nagy oszlopcsarnokában Nerot ábrázolják, amint a születésházat felajánlja az istennőnek. A születésház Ptolemaiosz-kori stílust követ, és magasabb szintre emelték, hogy egy szinten legyen a Hathor-templommal. Három helyiségből áll. A legbelső, a szentély mellett két folyosó fut, melyek túl keskenyek ahhoz, hogy használni lehessen őket, inkább dekorációs célt szolgálhattak. A szentély hátsó fala hatalmas álajtó, fölötte ureusz-frízzel. A falban magasan fenn van a szoborfülke, éppúgy, mint a főtemplomban a naosz. A születésház falát díszítő jelenetek, melyek a Hathornak áldozatot bemutató Traianust ábrázolják, gyönyörűen fennmaradtak. A külső falakon a gyermek Hórusz születését ábrázolják. A születésházat oszlopos kerengő veszi körül, az oszlopokon a szülés egyik védelmező istenének, a törpe Bésznek az ábrázolásai láthatóak. Elöl gerendatetejű kioszk csatlakozott az épülethez. Ebből a típusból ez a legkésőbbi fennmaradt születésház.
A két születésház közt egy 5. századi keresztény bazilika romjai állnak. A templom a korai kopt építészet szép példája.
A ptolemaida kori születésháztól délre egy gyógyító szentély áll. Az épület téglából épült, körben padokon pihenhettek a gyógyulni vágyók. Akik idejöttek, megfürödhettek a szent vizekben, melyek előzőleg a szobrok oldalára vésett varázsszövegeken folytak végig, vagy itt aludhattak, hogy az istennő gyógyító álmot küldjön rájuk. A szent vizet összegyűjtő medencék még mindig láthatóak.

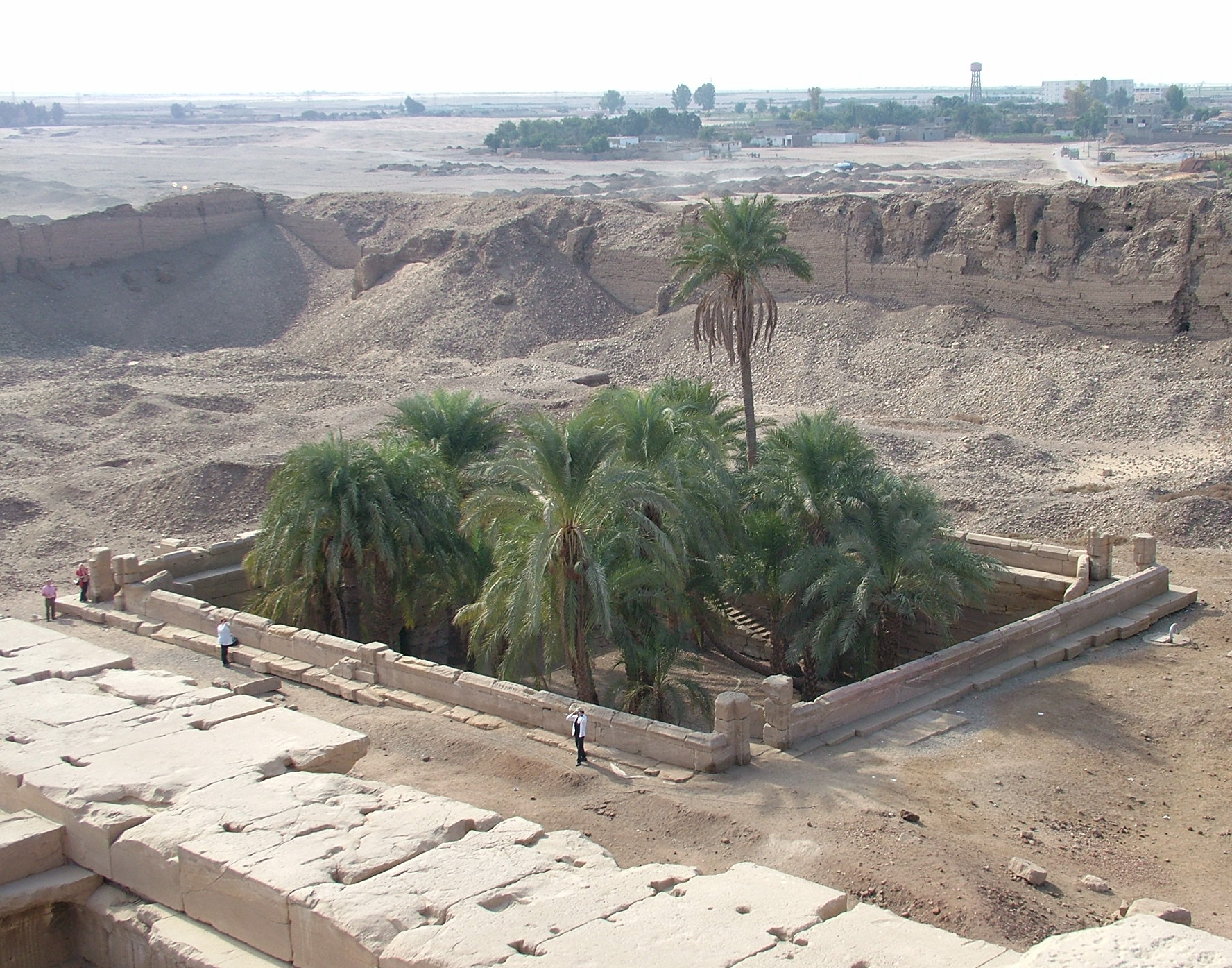
A szent tó, melynek helyén most fák nőnek

Az egészségháztól nyugatra egykor a XI. dinasztiabeli I. Mentuhotep kápolnája állt. Ezt nem vagy nemcsak Hathornak, hanem magának Mentuhotepnek szentelték, és a Középbirodalom idején itt álló fő templom melléképülete lehetett. Később Merenptah is ellátta felirataival. A kápolnát sikerült rekonstruálni, a kairói Egyiptomi Múzeumban állították újra össze.
A Hathor-templomtól délre egy további születésház (mamiszi) áll. Ezt egy elbontott ptolemaida templom alapköveiből építették, és Augustus idején díszítették. A templom kettős tájolású, nagy része (a külső helyiségek és az oszlopcsarnok) kelet felé, míg a belsők, köztük a szentély északra, a Hathor-templom felé fordulnak. A szentély domborműve a Hórusznak életet adó Íziszt ábrázolta, de ezt megrongálták. Hátul Ozirisz szobra állt, melyet Ízisz és Nephthüsz fogott közre; ez a szobor mára elpusztult.
A templom délnyugati sarkánál kővel szegélyezett szent tó található, melynek minden sarkában lépcsők vezettek a vízbe, ez a legjobb állapotban fennmaradt ilyen építmény Egyiptomban. Itt tudtak a papok rituálisan tisztálkodni. Ma nincs benne víz, oldalfalai mentén fák nőnek.

## Alaprajza
|  | 1. Északi bejárat (római kori) 2. Születésház (római kori) 3. Keresztény templom 4. Születésház (Nektanebó/ptolemaida kori) 5. Egészségház 6. Hathor-templom 7. Kút 8. Szent tó 9. Hátsó születésház (Ptolemaiosz és római kor) |

|  | 1. Nagy oszlopcsarnok (pronaosz) 2. Megjelenések csarnoka 3. Műhely 4. Raktár 5. Áldozathozók bejárata 6. Kincstár 7. Kijárat a kúthoz 8. Kijárat a lépcsőhöz 9. Áldozati csarnok 10. Az enneád csarnoka 11. Szentély 12. Dendera nomosz kápolnája 13. Ízisz kápolnája 14. Szokarisz kápolnája 15. Harszomtusz kápolnája 16. Hathor szisztruma kápolnája 17. Alsó-Egyiptom isteneinek kápolnája 18. Hathor kápolnája 19. Ré trónjának kápolnája 20. Ré kápolnája 21. A menat-gallér kápolnája 22. Ihi kápolnája 23. az Uabet 24. Nyitott udvar 25. Folyosó |